# Provinz Mashonaland West
Mashonaland West (deutsch Westmaschonaland) ist eine Provinz Simbabwes. Sie hat eine Gesamtfläche von 57.677 km² und 1.893.584 Einwohner (2022). Ihre Hauptstadt ist Chinhoyi.

## Geographie
Westmashonaland ist ein kontrastreiches Gebiet. Der nördliche Teil mit dem Sambesi-Steilhang ist wenig fruchtbar, dünn unbesiedelt und teilweise als Nationalpark ausgewiesen. Größere Orte im Nordteil sind Kariba und Karoi. Dort liegt auch die Kariba-Talsperre.
Der südliche Teil ist fruchtbar, dicht besiedelt, agrarisch intensiv genutzt und mit vielen Kleinstädten (Kadoma, Chinhoyi, Norton, Chegutu, Muzvezve).
| Südprovinz, Sambia         | Provinz Lusaka, Sambia                      | Provinz Mashonaland Central |
| Provinz Matabeleland North | Kompassrose, die auf Nachbargemeinden zeigt | Provinz Harare              |
| Provinz Midlands           | Provinz Midlands                            | Provinz Mashonaland East    |

## Distrikte

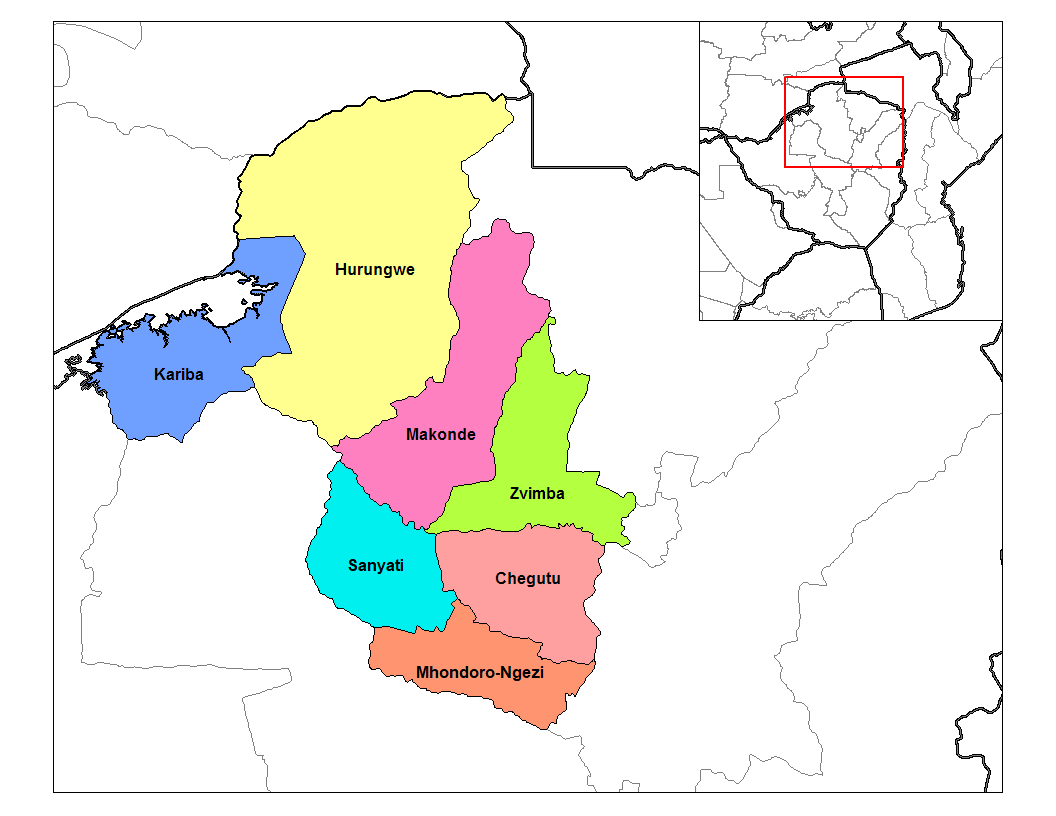
Distrikte in Mashonaland West (ohne Urbane Distrikte)

Die Provinz besteht aus 13 Distrikten (Stand 2022). Davon sind 7 Ländliche Distrikte (Rural) und 6 Städte mit Distrikt Status (Urban): Im Jahr 2007 wurde der ehemalige Distrikt Kadoma Rural in die beiden Distrikte Mhondoro-Ngezi und Sanyati aufgeteilt.
| Distrikt                  | Fläche in [km²] | Einwohner 2012 | Einwohner 2022 | Bevölkerungsdichte 2022 [Einwohner/km²] |
| ------------------------- | --------------- | -------------- | -------------- | --------------------------------------- |
| Chegutu Rural             | 5329            | 153.655        | 178.911        | 34                                      |
| Chegutu Urban             | 41              | 50.590         | 66.260         | 1616                                    |
| Chinhoyi                  | 150             | 77.929         | 103.657        | 691                                     |
| Hurungwe (Karoi Rural)    | 19.843          | 329.197        | 390.897        | 20                                      |
| Kadoma Urban              | 254             | 92.469         | 117.381        | 462                                     |
| Kariba Rural (Nyaminyami) | 8191            | 41.369         | 45.774         | 6                                       |
| Kariba Urban              | 24              | 26.451         | 27.910         | 1163                                    |
| Karoi Urban               | 17              | 28.606         | 37.564         | 2210                                    |
| Makonde                   | 8564            | 153.540        | 209.960        | 25                                      |
| Mhondoro-Ngezi            | 4295            | 104.342        | 140.994        | 33                                      |
| Norton                    | 62              | 67.591         | 87.039         | 1404                                    |
| Sanyati                   | 4833            | 112.897        | 139.235        | 29                                      |
| Zvimba                    | 6072            | 263.020        | 348.002        | 57                                      |
| Gesamt                    | 57.677          | 1.501.656      | 1.893.584      | 33                                      |